# Molpadia lenticula
Molpadia lenticula is een zeekomkommer uit de familie Molpadiidae.
De wetenschappelijke naam van de soort werd in 1981 gepubliceerd door Gustave Cherbonnier & Jean-Pierre Féral.